# كاترن ستيوارت
كاترن ستيوارت (بالإنجليزية: Catrin Stewart)‏ هي ممثلة بريطانية، ولدت في 29 يناير 1988 في ويلز في المملكة المتحدة.

## وصلات خارجية
- كاترن ستيوارت على موقع IMDb (الإنجليزية)
- كاترن ستيوارت على موقع قاعدة بيانات الفيلم (الإنجليزية)